# Pseudopelagonema elegans
Pseudopelagonema elegans är en rundmaskart som beskrevs av Hans August Kreis 1932. Pseudopelagonema elegans ingår i släktet Pseudopelagonema och familjen Oncholaimidae. Inga underarter finns listade i Catalogue of Life.